# Når kærligheden bliver til vold
|  | Denne artikel er oprettet af botten Steenthbot ud fra en ekstern database. Den kan derfor have sproglige fejl eller mangler. Denne skabelon kan fjernes efter kontrol af indholdet. |

Når kærligheden bliver til vold er en dansk dokumentarfilm fra 2005 instrueret af Hans Jørgen Rasmussen.

## Handling
I Danmark skønnes det, at op mod 80.000 kvinder hvert år bliver udsat for vold eller trusler om vold fra deres partner eller tidligere partner. Volden har alvorlige konsekvenser, med svære traumer, fysiske og psykiske skader til følge. Men det er ikke kun kvinderne i familien, der får varige mén på krop og sjæl. Hvert år oplever 30.000 børn under 15 år, at deres mor bliver udsat for vold. Der registreres årligt 3000 tilfælde af vold mod børn. Men de udgør sandsynligvis kun toppen af isbjerget. Dokumentaren fortæller om volden i familien set fra offerets og udøverens side.